# Gerbilliscus brantsii
Espèce
Synonymes
- Gerbillus brantsii A. Smith, 1836[1]
- Tatera brantsii (A. smith, 1836)[2]
- Tatera breyeri Roberts, 1926[3],[4],[2]
- Tatera draco Wroughton, 1906[5],[4],[2]
- Tatera lobengulae griquae Wroughton, 1906[6],[4],[2]
- Taterona humpatensis Hill & Carter, 1937[7],[4]
- Tatera joanae Thomas, 1926[8],[4],[2]
- Meriones maccalinus Sundevall, 1846[9],[4],[2]
- Tatera maputa Roberts, 1936[10],[4],[2]
- Tatera miliaria Wroughton, 1906[11],[4],[2]
- Gerbillus montanus A. Smith, 1849[12],[4],[2]
- Taterona brantsi namaquensis Shortridge & Carter, 1938[13],[4],[2]
- Tatera natalensis Roberts, 1929[14],[4],[2]
- Tatera brantsi perpallida Dollman, 1910[15],[4],[2]
- Tatera ruddi Wroughton, 1906[16],[4],[2]
- Tatera ruddi tongensis Roberts, 1931[17],[4],[2]

Statut de conservation UICN

 LC 30/06/2008 : Préoccupation mineure
La gerbille de Brants (Gerbilliscus brantsii), ou gerbille des hauts plateaux, est une espèce de rongeur de la famille des Muridés du genre Gerbilliscus et du sous-genre Taterona. Elle est présente en Afrique Australe où son aire de distribution comprend l'Afrique du Sud, la Namibie, l'Angola, le Botswana, le Zimbabwe, la Zambie et le Lesotho. Elle occupe des habitats ouverts, d'herbe, de broussaille ou de forêt, présentant un sol sablonneux.

## Taxinomie
La gerbille de Brants a été décrite par le zoologiste écossais Andrew Smith en 1836 sous le nom Gerbillus brantsii à partir d'un animal provenant de la partie sommitale des collines avoisinant les sources de la rivière Caledon à proximité de la localité de Ladybrand à l'Est de la province de l'État-Libre en Afrique du sud non loin de la frontière du Lesotho,. Elle a été nommée en l'honneur du naturaliste néerlandais Anton Brants.
Le nom binominal de la gerbille de Brants est Gerbilliscus brantsii (A. Smith, 1836). Il est également possible d'ajouter le sous-genre Taterona à sa dénomination pour obtenir Gerbilliscus (Taterona) brantsii (A. Smith, 1836).

### Sous-espèces
Certains auteurs, identifient trois sous-espèces de gerbille des hauts plateaux.
- Gerbilliscus brantsii brantsii, l'espèce type de Gerbilliscus brantsii décrite par Andrew Smith en 1836 sous le nom Gerbillus brantsii[1].
 - Distribution[2]: Lesotho, Provinces du Cap oriental et du KwaZulu-Natal jusqu'au marges du Kalahari. 
 - Synonymes[2]:
  - Gerbillus montanus A. Smith, 1849[12]
  - Meriones maccalinus Sundevall, 1846[9]
  - Tatera draco Wroughton, 1906[5]
  - Tatera miliaria Wroughton, 1906[11]
  - Tatera natalensis Roberts, 1929[14]
- Gerbilliscus brantsii griquae, décrite sous le nom Tatera lobengulae griquae par Robert Charles Wroughton en 1906[6]. 
 - Distribution[2]: Bassin du Kalahari et depuis l'Orange River jusqu'au sud de l'Angola et la province Occidentale à l'ouest de la Zambie. 
 - Synonymes[2]:
  - Tatera brantsi perpallida Dollman, 1910[15]
  - Tatera breyeri Roberts, 1926[3]
  - Tatera joanae Thomas, 1926[8]
  - Taterona brantsi namaquensis Shortridge & Carter, 1938[13]
  - Taterona humpatensis Hill & Carter, 1937[20],[Note 1]
- Gerbilliscus brantsii ruddi, décrite sous le nom Tatera ruddi par Robert Charles Wroughton en 1906[16]. 
 - Distribution[4],[2]: Nord de la province de KwaZulu-Natal de Richards Bay à Kosi Bay. 
 - Synonymes[2]:
  - Tatera ruddi tongensis Roberts, 1931[17]
  - Tatera maputa Roberts, 1936[10]

## Description
Gerbilliscus brantsii est une gerbille de taille moyenne, avec un poids de l'ordre de 65 à 90 g, et un corps d'une longueur d'environ 135 mm sans la queue, caractérisée par une longue queue d'environ 145 mm, et un pelage dorsal plus sombre que le ventral.
La tête, le dos, les côtés et les parties extérieures des membres sont d'une couleur jaune terre de sienne à brun jaunâtre. Le dos et les parties latérales supérieures du corps comportent de petites taches brunes. Le menton, la gorge et les parties intérieures des membres sont blanc jaunâtre. Le ventre est blanc jaunâtre à gris pâle. Le pelage est doux et moelleux, composé de longs poils larges à la base étroite implantés en chevron tirant sur le pourpre vers la racine. Les poils du museau et du front sont courts et ceux des autres parties de la tête, ainsi que du corps et des membres jusqu'aux tarses sont modérément longs et couchés. Les poils de la queue sont courts, denses, rigides et couchés.
La tête est robuste, courte et volumineuse vers l'arrière. D'une taille d'environ 40 mm, elle est étroite avec un nez pointu doté de longues vibrisses plutôt touffues et filiformes vers leur origine. Les bulles auditives sont bien développées. Les yeux sont assez grands et d'un profond brun rougeâtre. Les oreilles, allongées et arrondies à la pointe, sont brun foncé.
Les incisives de la mâchoire supérieure sont orange, modérément fortes et dotées au centre d'une rainure longitudinale profonde alors que celles de la mâchoire inférieure sont blanches, minces et pleines. La gerbille de Brants possède 12 molaires (trois de chaque côté de chaque mâchoire). La molaire M1 est plus développée et sa couronne présente trois divisions transversales. La seconde et la troisième molaire présentent deux divisions transversales, la dernière division de la troisième molaire étant très petite et subtriangulaire.
Les membres postérieurs, dotés de long pieds légèrement arqués, sont beaucoup plus longs que les membres antérieurs. Les pattes postérieures et antérieures sont de couleur gris cendre et munies de cinq doigts avec le cinquième doigt antérieur réduit. Les griffes sont jaune crème. La queue, conique, d'une couleur identique au pelage dorsal, est assez allongée et dépasse la longueur du corps. Elle peut être plus foncée dans la moitié proximale et plus blanche dans la moitié distale et le dessous est blanc.
Gerbilliscus brantsii possède de trois à quatre paires de mamelles,.

### Dimorphysme géographique
La gerbille de Brants présente des variations géographiques de couleur de pelage dorsal avec une couleur plutôt pâle dans le centre du Botswana, une couleur rousse dans la partie sud-ouest de sa distribution et une couleur plus sombre dans sa partie sud-est. Ces variations géographiques pourraient être reliées à l’existence de sous-espèces,.

## Espèces similaires
Les espèces de gerbille Gerbilliscus leucogaster et Gerbilliscus afra sont assez similaires à Gerbilliscus brantsii. La gerbille de Brants se distingue cependant par la couleur blanche de la partie terminale de sa queue et par sa longueur qui dépasse la taille du corps. Dans le cas des individus dépourvus de blanc sur la queue, ceux-ci se distinguent de Gerbillicus leucogaster par l’absence de ligne noire sur la partie dorsale de la queue caractérisant cette dernière.

## Habitat et distribution

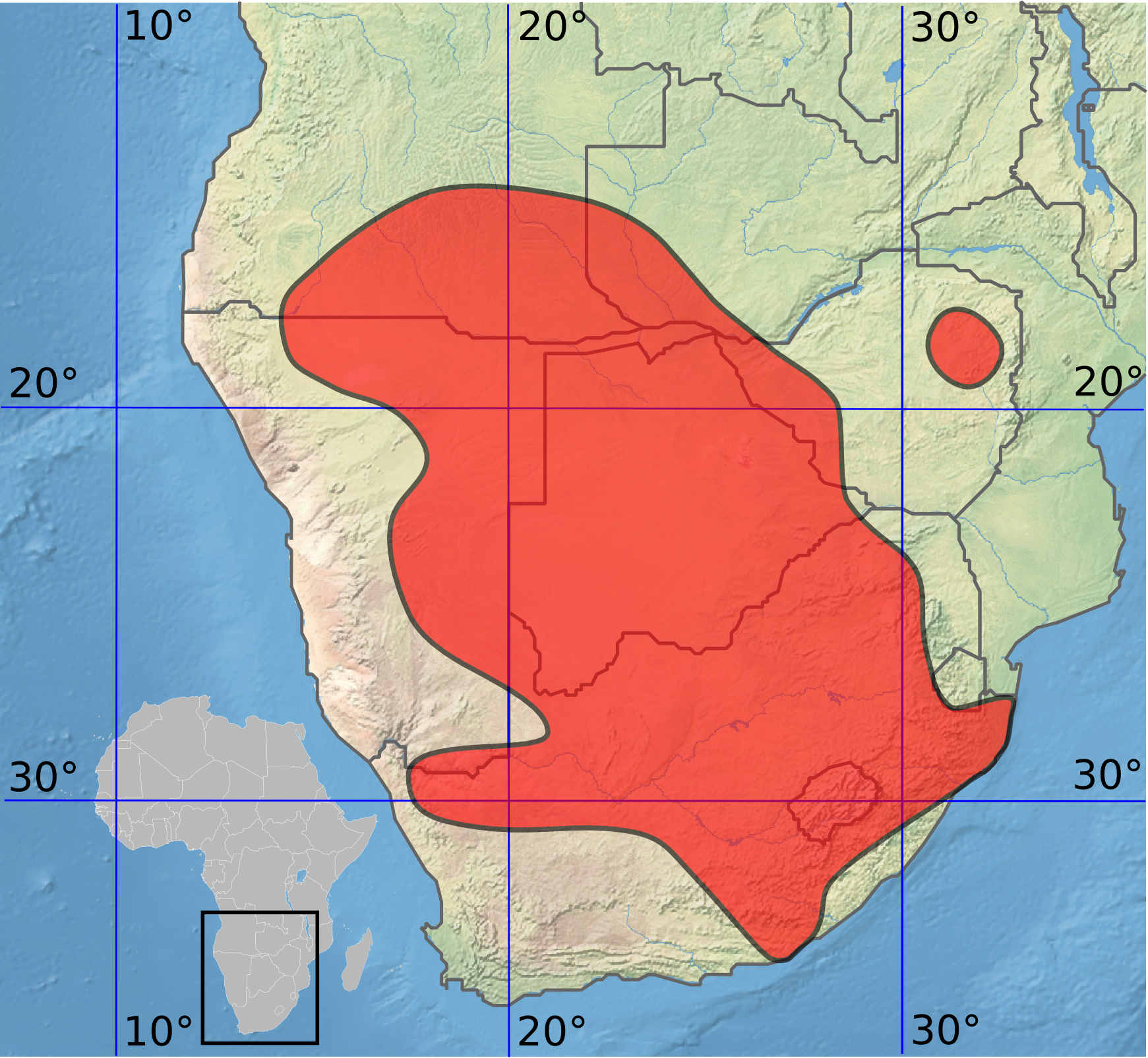
Aire de répartition de Gerbilliscus brantsii,,,

- Aire de répartition de Gerbilliscus brantsii[27],[29],[4],[28]

### Habitat
Gerbilliscus brantsii est présente dans les milieux arides et sur les hauts plateaux d'Afrique Australe qui reçoivent moins de 200 à 250 mm de pluie par an mais elle est absente des écosystèmes très arides comme ceux de l'Ouest de la Namibie ou de l'Afrique du Sud. Elle occupe les sols sablonneux présentant une couverture d'herbe et de broussailles ou de forêt ouverte. Elle est également présente sur des sols tourbeux à proximité des marais ou des cuvettes mais elle est absente des milieux présentant des sols trop durs ou a contrario des sols trop sableux.

### Distribution
La gerbille de Brants est largement répandue en Afrique Australe. Elle est présente en Afrique du Sud à l'exception de la province du Cap occidental, dans Sud de l'Angola, dans le Sud-Ouest de la Zambie, au Botswana, dans l'Est de la Namibie, dans l'Ouest du Zimbabwe, au Lesotho, au Swaziland et au Mozambique.
Dans son aire de répartition, Gerbilliscus brantsii est présente dans des espaces naturels protégés comme le parc transfrontalier de Kgalagadi au Botswana et en Afrique du Sud ou dans le parc national des Golden Gate Highlands en Afrique du Sud.

## Écologie et comportement

### Comportement
La gerbille de Brants est exclusivement nocturne avec des pics d'activité crépusculaire. Elle se déplace à quatre pattes en effectuant des sauts. Elle creuse des terriers complexes jusqu'à une profondeur de 20 cm qui comportent de nombreuses entrées et des galeries interconnectées pouvant atteindre un diamètre de 60 mm et une longueur de 6 m. Le terrier comporte une unique chambre de nidification.
Gerbilliscus brantsii vit en colonies où plusieurs individus vivent en contact proche.
La gerbille de Brants utilise deux types de sifflements ultrasoniques centrés autour de 25 kHz, un court d'environ 160 ms et un long de 480 ms.

### Alimentation
Gerbilliscus brantsii consomme principalement des végétaux, comme les acacias, incluant les racines et les parties vertes qui sont privilégiées en particulier à la saison chaude. Elle est folivore et granivore et se nourrit également pour une faible part (5 %) d'insectes comme les termites. Contrairement aux autres gerbilles, elle ne stocke pas de nourriture.

### Reproduction
La gerbille de Brants se reproduit tout au long de l'année avec un pic en début de la saison sèche et fraîche. Le mâle adulte possède de gros
testicules qui représentent 5 % du poids de l'animal. L'accouplement, d'une durée d'environ une heure, est constitué de multiples rapports avec ou sans introduction. Après une gestation de 22 jours, la femelle donne naissance à une portée de 1 à 5 petits (3 en moyenne) nidicoles d'un poids moyen de 5 g. La croissance des petits est de 1 g/jour pendant la période des 28 premiers jours après laquelle ils sont sevrés. Les incisives percent vers 6 jours et les yeux s'ouvrent vers 16 à 20 jours. Environ 40 % des femelles ont un œstrus post-partum et peuvent allaiter pendant leur gestation. Les femelles peuvent ainsi avoir jusqu'à 6 portées par an.

### Interaction avec son environnement
Si la présence de la gerbille de Brants abaisse la biomasse végétale, elle maintient un haut niveau de biodiversité végétale notamment dans les habitats de savane.

## Prédateurs, parasites et maladies
On compte parmi les prédateurs de la gerbille de Brants, des serpents, des rapaces nocturnes comme la Chouette effraie (Tyto alba) et
l'Effraie du Cap (Tyto capensis), et de petits mammifères carnivores comme le chat sauvage d'Afrique subsaharienne (Felis silvestris cafra). Des félins de taille moyenne comme le caracal (Caracal caracal) ou le serval (Leptailurus serval) comptent également parmi ses prédateurs.
La gerbille de Brants peut être infestée par des ectoparasites au nombre desquels on peut dénombrer 29 espèces de puces et 9 de tiques ainsi que des poux comme Polyplax biseriata et Hoplopleura biseriata. Elle peut également être porteuse d'endoparasites comme les cestodes Hymenolepis microcantha, Hymenolepis taterae et Raillietina trapezoides.
A l'état sauvage, Gerbilliscus brantsii peut être infecté par Yersinia pestis et est donc un vecteur potentiel de la peste. En captivité, la gerbille de Brants peut être porteuse de Pseudomonas pseudomallei, Listeria monocytogenes et Mycobacterium tuberculosis.

## Menaces
Dans les zones agricoles, la gerbille de Brants est considérée comme nuisible.

## Utilisation par l'Homme
La gerbille de Brants est très largement utilisée dans les laboratoires à des fins de recherches médicales.